# ハーレムきゃんぷっ!
『ハーレムきゃんぷっ！』はユウキHBによる漫画作品。
2021年6月14日よりComicFestaほかにて、wwwave comicsの青年漫画レーベル『COMICゴイチ』で配信されている。

## あらすじ
ソロキャンプを行っていた山道健介は、キャンプ場で装備が足らず困っている少女たちを自分のテントに泊めることになる。その夜、健介は酒に酔った勢いで、少女を襲ってしまう。
数日後、教師として慈輝月学園に赴任した健介は、キャンプ場で会った4人の少女・東間ハルキ、南愛生、西園寺橙子、北村奈月と再会し、キャンプ部を設立するため顧問になってほしいと頼まれる。

## 登場人物
声はアニメおよびASMRのもの。
山道 健介（やまみち けんすけ）
声 - 雅仁
ベテランのソロキャンパー。慈輝月学園の教師で、キャンプ部の顧問。
教師になる前のキャンプでヒロイン達と知り合い、その時の件でハルキとの因縁と愛生との関係が始まる。酔うと見境がなくなるうえに酔ってる間の記憶が曖昧になる。素面の時でも出会って間もない愛生からの誘惑に耐え切れず避妊なしの性交に及び膣内射精をしてしまうなど教師とは思えないほど欲望に忠実な人物。
東間 ハルキ（あずま はるき）
声 - 柚原みう
キャンプ部のリーダー的存在である、ボーイッシュな美少女。自他共に認める男勝りで攻撃的な性格で、並の男2～3人程度では太刀打ちできないほどケンカも強い。それ故見た目もあって学校側の美久はじめ一部の教員や生徒からの心象は良くないが、一方で自分が女のコとして扱われることには免疫がない。
物語開始時点で処女。
山道とは最初の出会いの一件から警戒心を露わに事あるごとに突っかかるが、初めて自分を女のコとして扱った相手として意識もしており複雑な感情を抱えている。そのため、山道が自分に迫ってくるときに決まって酔っているため「酔ってるときに手を出すな」と言ってしまうほどに、迫られることにまんざらでなくなってきている素振を見せている。
南 愛生（みなみ あき）
声 - 陽向葵ゅか
キャンプ部のメンバーで、作中で初めて山道と肉体関係を持った女子力が高いヤリマンの小悪魔美少女。
相当な男好きで初対面である山道からの膣内射精を欲望のままに受け入れる程の淫乱で貪欲な性欲の持ち主。
自身の性欲を満たす目的でパパ活をしていたことがある。そのため物語開始時点で非処女である。
服装は男受けを意識した服やかわいい服を好み、いわゆる地雷系ファッションを着ることが多い。
山道とは最初の出会いから豊満な肉体で積極的に迫り肉体関係を持って以来、彼を気に入っておりチャンスがあるごとに行為に励む。山道いわく愛生の膣内はかなりうねりがあるらしく、気を抜くとすぐに射精させられそうになるとのこと。
パパ活をやめるよう説得する山道に対して、やめる条件として彼に自分の性欲を総て受け止めることを約束させてセックスフレンドとなる。また、山道と初めて肉体関係を持った際には女子のみのキャンプで尚且つ男性との出会いがあるとは思っていなかったため避妊薬を持っていなかったが、それでも安全日という理由で欲望に忠実に山道の膣内射精を受け入れていることから性の知識は案外疎いことが窺える。
西園寺 橙子（さいおんじ とうこ）
声 - 風花ましろ
キャンプ部のメンバーで、ミステリアスなおっとり美少女。ふとしたはずみでSM好きでS気質な裏面が表面化する。
物語開始時点で彼女のみ処女か非処女かの言及がなかった。
山道とはじめて二人きりになった際に裏面が表面化、そこでの件で山道をペットとして気に入り、後のSM調教でなし崩しに肉体関係を結ぶ(その際は目隠しをさせてあくまでも「手淫」とごまかしていたが後にバレている)。
連載41話にて山道との行為で反撃されたことでM気質に目覚める。
北村 奈月（きたむら なつき）
声 - 相模恋
キャンプ部のメンバーの、元気な美少女。若干天然な一面も。
物語開始時点で処女。
山道に対しては、メンバー中では曖昧ながら比較的普通に好意を持っており、二人きりになるたびに一線を越える妄想にふけっていた。連載20話で山道とおしりのほうで肉体関係を結ぶ。これ以降、山道への好意をハッキリ自覚し公言するにいたる。
アニメ版では第6話のオリジナルエピソードで南と西園寺を交えた4Pにて女性器のほうで肉体関係を結んだ。
福士 美久（ふくし みく）
慈輝月学園の女性教師で、生活指導担当。小柄で眼鏡をかけている。不真面目を嫌う融通の利かない性格で、女子ばかりのキャンプ部の顧問に山道が就いていることを快く思っていない。
物語開始時点で処女。
学生時代から融通の利かない性格から友人と恋人には恵まれず孤立していたが、その際アニメにハマりオタクとなった。生活指導の見回りで山道と組んだ際にオタクであることが山道にバレたが真摯に受けとめてもらえたことで山道に好意が芽生える。なお、山道のことは童貞だと思っている。
連載42話にて酒の勢いで山道に迫り遂に処女喪失、その勢いに乗って山道に告白した。

## 書誌情報
| 巻数 | 電子書籍発売日 | 書籍発行日    | ISBN              |
| ---- | -------------- | ------------- | ----------------- |
| 1    | 2022年9月16日  | 2024年1月18日 | 978-4-434-33100-8 |
| 2    | 2022年9月16日  | 2024年1月18日 | 978-4-434-33101-5 |
| 3    | 2023年3月3日   | 2024年3月18日 | 978-4-434-33183-1 |
| 4    | 2024年3月18日  | 2024年3月18日 | 978-4-434-33184-8 |
| 5    | 2024年9月18日  | 2024年9月18日 | 978-4-434-34108-3 |
| 6    | 2025年1月17日  | 2025年1月17日 | 978-4-434-34747-4 |
| 7    | 2025年6月18日  | 2025年6月18日 | 978-4-434-35552-3 |

## テレビアニメ
TOKYO MX・BS11にて、2022年10月から12月まで5分枠で放送された。テレビ放送されるオンエア版のほかに年齢制限のあるプレミアム版が制作され、AnimeFestaで配信される。
放送前週には「新番組『ハーレムきゃんぷっ！』特番〜キャンプはもう止まらない！テントの中で初出し映像スペシャル！」が放送された。

### スタッフ
- 原作 - ユウキHB[2]
- 監督 - わたせとしひろ[2]
- 脚本 - 黒崎エーヨ[2]
- キャラクターデザイン - 黒田和也[2]
- 色彩設計 - わしみ[2]
- 美術設定 - 上垣裕起子[2]
- 美術監督 - 三宅昌和[2]
- 撮影監督 - 柳田貴志[2]
- 編集 - 新海コウキ[2]
- 音響監督 - 西山寛基[2]（オンエア版） / 雨桑みくも[16]（プレミアム版）
- 音響制作 - スタジオマウス[2]
- プロデューサー - 村井辰太郎
- 制作プロデューサー - スパイシー三郎
- アニメーション制作 - studio HōKIBOSHI[2]
- 製作 - 彗星社[2]

### 主題歌
「エイチ・ビー/Harem Beat」
廣田もも、藤森楓、白河夏海からなるユニット「慈輝月学園キャンプ部」による主題歌。作詞は村井むらいむ、作曲・編曲は柊莉音、監修は小林達矢。

### 各話リスト
| 話数    | サブタイトル                    | 絵コンテ       | 演出           | 作画監督                                                | 総作画監督 | 初放送日       |
| ------- | ------------------------------- | -------------- | -------------- | ------------------------------------------------------- | ---------- | -------------- |
| 第1話   | 一緒に泊まっていいんですか？    | わたせとしひろ | わたせとしひろ | 片岡惠美子 芝田千紗 森悦史                              | 黒田和也   | 2022年 10月3日 |
| 第2話   | 混浴秘湯で楽しみませんか？      | わたせとしひろ | わたせとしひろ | 中山大志 片岡惠美子 はっとりますみ                      | 黒田和也   | 10月10日       |
| 第3話   | センセ…もっと…見てほしいす      | わたせとしひろ | わたせとしひろ | 李文生 櫻井拓郎                                         | 黒田和也   | 10月17日       |
| 第3.5話 | ハーレムきゃんぷっ！番外編3.5話 | -              | -              | -                                                       | -          | 10月24日       |
| 第4話   | テントで一線越えましょうか？    | わたせとしひろ | わたせとしひろ | 森悦史 片岡惠美子 大飛龍狂一 櫻井拓郎                   | 橋本真希   | 10月31日       |
| 第5話   | あくまで躾ですから              | わたせとしひろ | わたせとしひろ | 西川真人 三沢聖矢 山猫又八 池上理恵（料理）             | 黒田和也   | 11月7日        |
| 第6話   | 3人まとめて相手にしてね？       | わたせとしひろ | わたせとしひろ | 橋本真希 三沢聖矢 森悦史 片岡惠美子 春野幸太郎          | 黒田和也   | 11月14日       |
| 第6.5話 | ハーレムきゃんぷっ！番外編6.5話 | -              | -              | -                                                       | -          | 11月21日       |
| 第7話   | 野外でソレは耐えられないね      | わたせとしひろ | わたせとしひろ | 林あすか 山江久史 利根川渡 櫻井拓郎 服部憲知            | 黒田和也   | 11月28日       |
| 第8話   | ペグが刺さる柔らかいハート      | わたせとしひろ | わたせとしひろ | 三沢聖矢 松本恵子 片岡惠美子 森悦史 中山大志 大飛龍狂一 | 黒田和也   | 12月5日        |

### 放送・配信
TOKYO MX・BS11にて、2022年10月3日から12月5日まで、月曜1時から1時5分（日曜深夜）に放送。
インターネットでは同年9月9日にAnimeFestaで先行配信されており、プレミアム版は同サイトの独占配信となる。その他、YouTube、ニコニコ動画、dアニメストア、U-NEXT、アニメ放題、ビデオマーケット、JOYSOUNDでも10月よりオンエア版を配信。

### BD/DVD
2023年1月25日に、オンエア版DVD、プレミアム版BD/DVDの3種が発売。

## ASMR
『ハーレムきゃんぷっ！〜先生の精液を搾り取れ♪キャンプ部J●のオホ声アクメ密着キャンプ〜』のタイトルでAnimeFestaにて2022年9月1日より配信。
シナリオは英知希実、アニメーション制作はINDIVISION。